# Thành phố liên bang của Nga
Thành phố liên bang là các đơn vị hành chính cấp chủ thể liên bang của Nga. Chỉ có 3 thành phố liên bang, đó là: Moskva,Sankt-Peterburg và Sevastopol.
| 1. Moskva 2. Sankt-Peterburg 3. Sevastopol |